# Светислав Личина
Светислав Личина (Загреб, 15. октобар 1931) српски је архитекта и вајар.

## Биографија
Рођен је 1931. године у Загребу. Дипломирао је на Архитектонском факултету у Београду 1956. године. Године 1960, био је изабран за асистента на Архитектонском факултету и касније постао професор.
За своја остварења примио је више награда и признања.
Данас живи у Београду.

## Стваралаштво
Аутор је већег броја урбанистичких и архитектонских пројеката, од којих су неки:
- Зграда Филозофског факултета, Београд
- Музеј револуције народа Југославије, Нови Београд
- Трг бранилаца, Београд
- Спомен-гробље стрељаних родољуба у окупираном Београду, Београд
- Спомен-гробље палих бораца НОР-а, Приштина
- Гробље заслужних Београђана, Београд
- Спомен комплекс у Лежимиру
- Дом младости у Зрењанину